# Jörg Reitzig
Jörg Reitzig (* 1966 in Bremen-Vegesack) ist ein deutscher Wirtschafts- und Sozialwissenschaftler. Er lehrt seit 2006 als Professor für Sozialökonomie und Sozialpolitik am Fachbereich Sozial- und Gesundheitswesen der Hochschule für Wirtschaft und Gesellschaft Ludwigshafen.

## Leben
Nach einer Berufsausbildung als Industriekaufmann und anschließender Tätigkeit als kaufmännischer Angestellter studierte Reitzig Wirtschafts-, Sozial- und Rechtswissenschaften an der Hamburger Universität für Wirtschaft und Politik (HWP). Dort erlangte er 1994 zunächst einen Abschluss als Diplom-Volkswirt und 1997 als Diplom-Sozialökonom. 2004 promovierte er schließlich an der HWP bei Werner Goldschmidt. Für seine Promotion wurde er von der Hans-Böckler-Stiftung gefördert. Ab 2003 war Jörg Reitzig zunächst als wissenschaftlicher Mitarbeiter und Referent in verschiedenen Einrichtungen im Bereich Forschung und Beratung sowie freiberuflich tätig, bevor er 2006 den Ruf als Professor an die Hochschule in Ludwigshafen erhielt (bis 2008 Evangelische Fachhochschule). Jörg Reitzig ist Vertrauensdozent der Hans-Böckler-Stiftung und neben seiner Tätigkeit als Hochschullehrer auch in der Bildungsarbeit von Gewerkschaften und sozialen Bewegungen aktiv.

## Schriften (Auswahl)

### Monographien
- Gesellschaftsvertrag, Gerechtigkeit, Arbeit – Eine hegemonietheoretische Analyse zur Debatte um einen „Neuen Gesellschaftsvertrag“ im postfordistischen Kapitalismus, Münster: Verlag Westfälisches Dampfboot 2005
- Zwischen Selbstorganisation, Deliberation und Regulation, Theorien über den Prozess gesellschaftlicher Zivilisierung im postfordistischen Kapitalismus, Sozialökonomischer Text Nr. 114, Hamburg: HWP 2004
- Innovativ gegen den Mainstream, Gesellschaftliche Umbrüche und ihre Bedeutung für gewerkschaftliche Innovationen, IMU-Informationsdienst, H. Nr. 6, München: IMU-Institut 2004

### Beiträge in Zeitschriften und Sammelwerken
- Bildungspolitik als Sozialpolitik – Verteilungs- und Machtkonflikte in der Wissensgesellschaft, in: Chehata, Yasmine u. a. (Hrsg.): Handbuch Kritische politische Bildung, Frankfurt a. M. 2024, S. 168–175
- Bildung.Macht.Verteilung – Legitimationsprobleme in der Wissensgesellschaft, in: Widersprüche 170: Alternativen zum Bürgergeld - die Garantierte Grundarbeitszeit in der Diskussion, 43. Jg., Dezember 2023, S. 125–134
- Kritische Vermessung der „Zeitenwende“, in: Z. Zeitschrift Marxistische Erneuerung, Nr. 129, September 2023, S. 190–192
- Kinderarmut und Gesellschaft – sozialpolitische Herausforderungen, in: P. Rahn, K. A. Chassé (Hrsg.): Handbuch Kinderarmut, Opladen 2020: Verlag Barbara Budrich, S. 65–73
- Krisenperspektiven für Europa und die Herausforderungen der Migration – eine politökonomische Perspektive. In: Ch. Resch, T. Wagner (Hrsg.): Migration als soziale Praxis. Kämpfe um Autonomie und repressive Erfahrungen , Münster: Verlag Westfälisches Dampfboot, Münster 2019, S. 18–35
- Für ein demokratisches Europa, in: Gegenblende – Debattenmagazin, 11. April 2019
- Lebendige Dialektik, über Richard Sorg: Dialektisch Denken, in: Widersprüche 150: 200 Jahre Karl Marx - das Alte im Neuen, das Neue im Alten, 38. Jg., Dezember 2018, S. 133–137
- Schlecker-Pleite und die Folgen für die Beschäftigten: Bilanzierung einer der größten Insolvenzen, in: Soziale Sicherheit, Zeitschrift für Arbeit und Soziales, Heft 12-2016, S. 452–455
- Mehr Gerechtigkeit geht nur mit mehr Demokratie, in: Gegenblende – Debattenmagazin, Ausgabe 37, Juli 2016
- Soziale Gerechtigkeit, in: U. Brand, B. Lösch, B. Opratko, S. Thimmel (Hrsg.): ABC der Alternativen 2.0, Von Alltagskultur bis Zivilgesellschaft, Hamburg: VSA-Verlag 2012, S. 276–277
- mit S. Graefe und S. Atmer: Globalisierung, Bildungsmaterial, hrsg. durch die Vereinte Dienstleistungsgewerkschaft, aktualisierte Fassung, Berlin 2011
- Prekarität, soziale Verunsicherung und Vereinzelung – die Rückkehr der sozialen Frage, in: B. Lösch, A. Thimmel (Hrsg.): Kritische politische Bildung. Ein Handbuch, Schwalbach/Ts.: Wochenschau-Verlag 2010, S. 289–300
- Hegemonie und Gerechtigkeit. Anmerkungen zur Auseinandersetzung um einen gesellschaftlichen Schlüsselbegriff, in: W. Goldschmidt, B. Lösch, J. Reitzig (Hrsg.): Freiheit, Gleichheit, Solidarität. Beiträge zur Dialektik der Demokratie, Frankfurt am Main, Berlin, Bern u. a.: Peter Lang Verlag 2009, S. 129–142
- Neuer Gesellschaftsvertrag: Konsens und Konflikt, in: Blätter für deutsche und internationale Politik, 54. Jg., Heft 5-2009, S. 9–13
- „Eine Kategorie des Unsinns...“ – Die soziale Gerechtigkeit im Visier der neoliberalen Theorie, in: Ch. Butterwegge, B. Lösch, R. Ptak (Hrsg.): Neoliberalismus – Analyse und Alternativen, Wiesbaden: VS-Verlag 2008, S. 132–146
- Solidarische Arbeitspolitik und Entgrenzung – zwischen Verbetrieblichung, Vernetzung und Verantwortung, in: D. Scholz, H. Glawe, H. Martens,  P. Paust-Lassen, G. Peter, J. Reitzig, F. O. Wolf (Hrsg.): Turnaround? Strategien für eine neue Politik der Arbeit – Herausforderung an Gewerkschaften und Wissenschaft, Münster: Verlag Westfälisches Dampfboot 2006, S. 200–209
- Soziale Pakte und soziale Ungleichheit oder: Welche Gerechtigkeit ist modern? Anmerkungen zum Konflikt um einen ‚neuen Gesellschaftsvertrag‘, in: Z. Zeitschrift Marxistische Erneuerung Nr. 40, Dezember 1999, S. 45–60
- mit Sebastian Brandl: Vom wohlfahrtsstaatlichen Grundkonsens zum „schlanken Staat“ – Die marktradikale Wendung der Gesellschaftsvertragstheorie, in: J. Klages, P. Strutynski (Hrsg.): Kapitalismus am Ende des 20. Jahrhunderts, Hamburg: VSA-Verlag 1997, S. 54–66